# Arquipélago de Zanzibar

O Canal de Zanzibar separa o continente africano do Arquipélago de Zanzibar.

Mapa do Canal de Zanzibar

O Arquipélago de Zanzibar é um arquipélago da Tanzânia, situado no Oceano Índico e separado do continente africano pelo Canal de Zanzibar. É formado por três ilhas principais (Unguja, Pemba e Mafia) e outras ilhas menores.
As ilhas Unguja e Pemba formam desde há séculos uma entidade independente ou quase independente (sultanato de Zanzibar e Estado de Zanzibar), colonizada pelo Reino Unido (protectorado de Zanzibar) ou incorporado na Tanzânia (Governo Revolucionário de Zanzibar). A ilha de Mafia esteve sempre integrada na entidade que governa a Tanzânia continental (África Oriental Alemã, Protectorado de Tanganica e Estado de Tanganica).

## Lista de Ilhas do Arquipélago de Zanzibar

### Principais Ilhas
- Ilha de Unguja - Maior Ilha do Arquipélago de Zanzibar
- Pemba - segunda maior ilha

### Ilhas Circundantes de Unguja
- Ilha Bawe
- Ilha Changuu (Prison)
- Ilha Chapwani (Grave)
- Ilha Chumbe
- Ilha Daloni
- Ilha Kwale
- Ilha Miwi
- Ilha Mnemba
- Ilha Misali
- Ilha Murogo
- Ilha Mwana-wa-Mwana
- Ilha Niamembe
- Ilha Nyange
- Ilha Pange
- Ilha Popo
- Ilha Pungume
- Ilha Sume
- Ilha Tele
- Ilha Tumbatu
- Ilha Ukanga
- Ilha Ukombe
- Ilha Uzi
- Ilha Vundwe

### Ilhas Circundantes de Pemba
- Ilha Fundo
- Ilha Funzi
- Ilha Jombe
- Ilha Kojani
- Ilha Kokota
- Ilha Kwata
- Ilha Makoongwe
- Ilha Matumbi Makubwa
- Ilha Matumbini
- Ilha Misali
- Ilha Mtangani (Kuji)
- Ilha Njao
- Ilha Panza
- Ilha Shamiani (Kiweni)
- Ilha Uvinje